# South Australian Open 1988 - Doppio femminile
Il doppio femminile del torneo di tennis South Australian Open 1988, facente parte del WTA Tour 1988, ha avuto come vincitrici Sylvia Hanika e Claudia Kohde Kilsch che hanno battuto in finale Lori McNeil e Jana Novotná con il punteggio di 7–5, 6–7, 6–4.

## Tabellone

### Legenda
| - Q = Qualificato - WC = Wild card - LL = Lucky loser | - ALT = Alternate - SE = Special Exempt - PR = Protected Ranking | - w/o = Walkover - r = Ritirato - d = Squalificato |